# Carnal Tomb

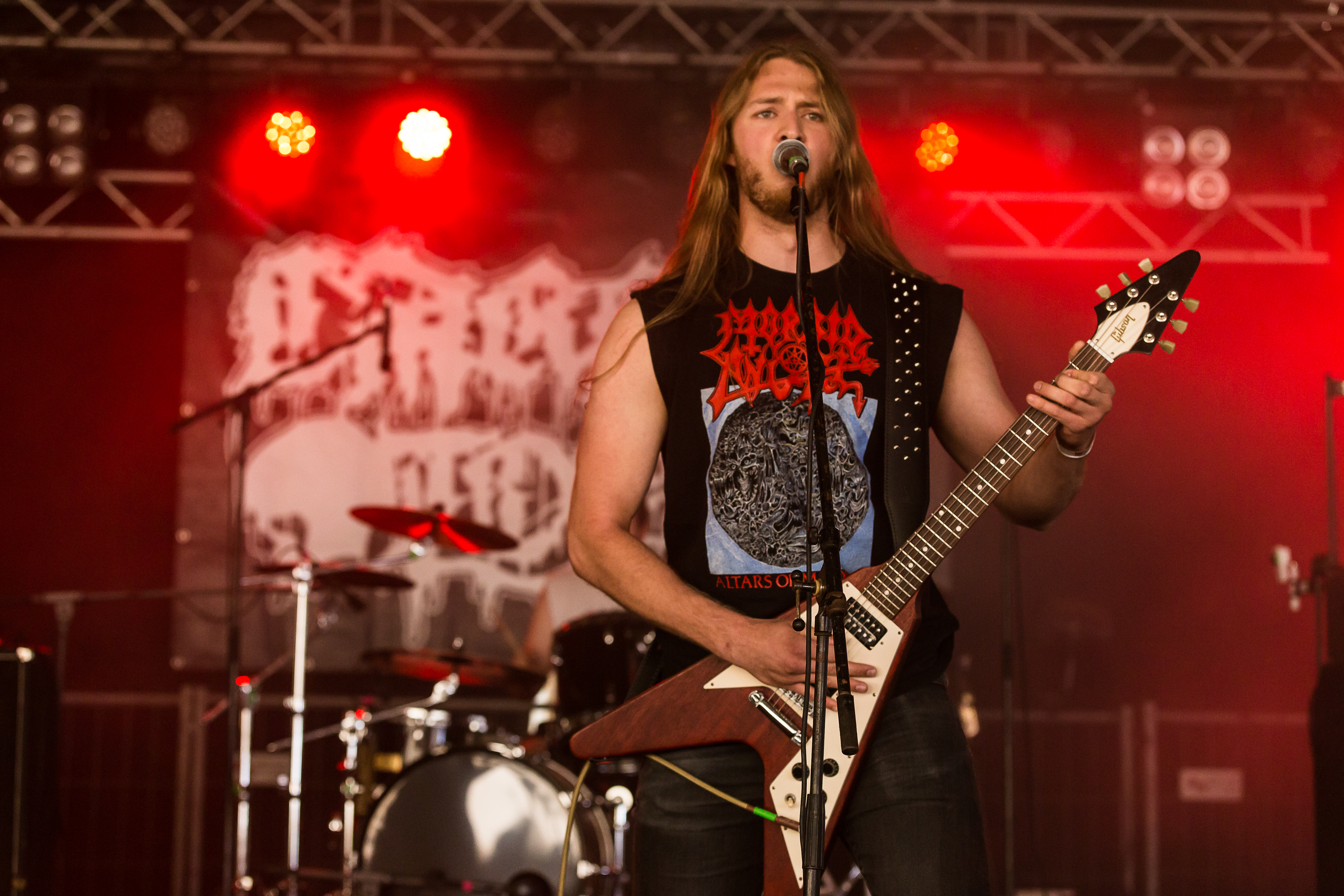
Marc „Cryptic Tormentor“ Strobel

Carnal Tomb ist eine Berliner Death-Metal-Band, die 2014 gegründet wurde.

## Geschichte
Die Band wurde, benannt nach dem gleichnamigen Dismember-Song, im Jahr 2014 als Duo, bestehend aus dem Bassisten und Sänger Yves „Corpse Ripper“ Metze und dem Sänger und Gitarristen Marc „Cryptic Tormentor“ Strobel, gegründet. Nachdem zwei Demos veröffentlicht worden waren, stießen der Schlagzeuger Daniel „Vomitchrist“ Sturm und der Gitarrist Marius „Lobotomizer“ Trappe hinnzu. 2016 schloss sich über Memento Mori Records das Debütalbum Rotten Remains an. Nachdem Trappe im folgenden Jahr die Besetzung verlassen hatte, wurde er durch Toni „Goat Eviscerator“ Thomas ersetzt. Es folgten diverse Auftritte sowie 2018 eine Tour durch Europa zusammen mit Sentient Horror. 2019 erschien das Album Abhorrent Veneration bei Testimony Records, welches in den Berliner Englsound Studios unter der Leitung von Tobias Engl aufgenommen und abgemischt und von Laurent Teubl in den Kölner Sculpt Sound Studios gemastert worden war. Im selben Jahr war die Band live unter anderem auf dem Party.San vertreten.

## Stil
Andreas Schiffmann von musikreviews.de schrieb in seiner Rezension zu Rotten Remains, dass hierauf Extreme Metal, hauptsächlich Death Metal, zu hören ist, bei dem „alle Genre-Register“ gezogen würden. Dies beginne beim „Grusel-Intro“, gehe weiter über „Kerry-King-verdächtige (schiefe) Gitarrensolos bis zum praktisch originalgetreuen Boss-HM-Verzerrer-Sound“, welcher vor allem für Stockholmer Band stilprägend gewesen sei. Die Geschwindigkeit der Songs reiche von „Midtempo-Grooves“ bis zu „klassischem Gehoppel“. Auch die eingängigen Melodien in den Refrains würden an skandinavische Gruppen erinnern. Des Weiteren mache die Band in ihren Songs von Breaks Gebrauch. Einige der „vertrackter strukturierten“ Lieder würden an Gruppen wie Abhorrence und Demigod erinnern. Dominik Winter vom Metal Hammer befand, dass auf Abhorrent Veneration klassischer Death Metal mit einer Liebe zum Boss-HM-2-Pedal enthalten ist. Die Band gebe sich, wie bereits auf dem Vorgänger, zwar wenig innovativ, aber abwechslungsreich. So seien „(Schweden-)Riffs, infernales Geprügel, dicke Grooves, morbide Soli und fiese Grunzereien“ zu hören. Gelegentlich seien auch leichte Einflüsse aus dem Funeral Doom sowie vereinzelte Parallelen zu Neurosis vorhanden. Insgesamt sei das Album für Fans von Grave, Vomitory, Bloodbath und Vallenfyre geeignet. Patrick Schmidt vom Rock Hard rezensierte das Album ebenfalls und bezeichnete den darauf enthaltenen Death Metal als „old-schoolig und abgehangen“, wobei Einflüsse von Autopsy, Grave, Entombed und Pungent Stench hörbar seien. Die Geschwindigkeit der Songs sei variabel, wobei die Gruppe jedoch nie die Kontrolle verliere. Drei Ausgaben später schrieb Sebastian Schilling, dass die Band klassischen Death Metal im schwedischen Stil spielt. Im Interview mit ihm gab, Marc Strobel an, dass für ihn ein eigenständiger Klang wichtig ist. Zudem lege er Wert auf die Riffs, welche „ins Ohr gehen“ und „drücken“ sollten, wobei er „kein Freund von irgendwelchem Geklimper oder Gefrickel“ sei. Ziel der Band sei es, Death Metal im Stil von Dismember zu spielen.

## Diskografie
- 2014: Ascend (Demo, Eigenveröffentlichung)
- 2015: Inevitable Decomposition (Demo, Eigenveröffentlichung)
- 2015: Revived (Kompilation, Morbid Bastard Records)
- 2016: Rotten Remains (Album, Memento Mori Records)
- 2017: 5 Way Split (Split mit Anarchos, Soulrot, Ectoplasma und Rotten Hate, Canometal Records)
- 2019: Abhorrent Veneration (Album, Testimony Records)
- 2020: Descend / Shrouds in the Mist (Split mit Crematory Stench, Fucking Kill Records)
- 2020: Descend (EP, Eigenveröffentlichung)